# Marismas de Biebrza
Las marismas de Biebrza o pantanos de Biebrza (en polaco: Bagna Biebrzańskie) son una compleja serie de hábitats, situados en el valle del río Biebrza, en Suwałki, Łomża, en el noreste del país europeo de Polonia. La zona comprende canales de ríos, lagos, pantanos extensos con áreas boscosas en tierras más altas y bien conservadas turberas, que ocupan alrededor de 1000 kilómetros cuadrados. El área muestra una clara sucesión de hábitats de ribera a través de pantanos con turberas altas, clasificadas como bosques húmedos. A causa de esta sucesión única, el área apoya un gran número de animales salvajes con muchas aves y mamíferos comunes.
Los pantanos de agua en la zona son comúnmente inundados y el suelo aluvial resultante es compatible con una gran variedad de vegetación de orilla del agua.